# Vi gå till det land för de helga och rena
Vi gå till det land för de helga och rena är en frikyrklig psalm med tre verser publicerad av M. E. K. förlag. Refrängen är den kända texten:
Vill du med? Vill du med?
O, säg vill du med till det himmelska land?
Texten varieras bara med hänsyn till vad de skilda samfunden har för inledningstext och innebörd i verserna.
Denna inledningsvariant föregicks av bibelcitatet "Kommen, låtom oss gå upp till Herrens berg" ur Mika 4:2, som evangelisten Emil Gustafson valde för Helgelseförbundets psalmbok Hjärtesånger 1895.

## Publicerad i
- Hjärtesånger 1895 som nr 5 under rubriken "Väckelse- och inbjudningssånger"  med titeln "Vill du med" under rubriken "Väckelse- och Inbjudningssånger".